# Stazione di Novi Ligure
Stazione di Novi Ligure vasútállomás Olaszországban, Novi Ligure településen.

## Vasútvonalak
Az állomást az alábbi vasútvonalak érintik:
- Torino–Genova-vasútvonal
- Tortona-Novi Ligure-vasútvonal

## Kapcsolódó állomások
A vasútállomáshoz az alábbi állomások vannak a legközelebb:
- Donna railway stop
- Stazione di Serravalle Scrivia
- Stazione di Pozzolo Formigaro